# Batalha de Quatre Bras
A Batalha de Quatre Bras (16 de junho de 1815) pôs frente a frente aos contingentes anglo-aliados com a ala esquerda do exército francês próximo do cruzamento de Quatre Bras, na atual Bélgica, poucos dias antes da decisiva Batalha de Waterloo.

## Prelúdio
| “ | Napoleão tem me enganado, por Deus: está adiantado em vinte quatro horas de caminhada de mim. | ” |

As tropas holandesas lutaram a batalha em Quatre Bras e o fizeram por iniciativa própria, elegendo não obedecer as ordens de Wellington de marchar a Nivelles. Estas ordens acabaram deixando o cruzamento desprotegido.
O cruzamento de Quatre Bras era um ponto de importância estratégica, porque o grupo que o controlara poderia mover-se até o sudeste ao longo da estrada de Nivelles a Namur até os exércitos francês e prussiano comprometidos na Batalha de Ligny. Se o exército anglo-aliado de Wellington pudesse combinar com o prussiano comandado por Gebhard Leberecht von Blücher, suas forças conjuntas seriam maiores que as de Napoleão. Se um ou mais dos corpos de exército de Ney pudessem golpear aos prussianos pelo flanco enquanto Napoleão atacava frontalmente, eles poderiam não só ser derrotados, mas também aniquilados. A estratégia de Napoleão era cruzar a fronteira da Bélgica sem alertar aos aliados e derrotar aos prussianos antes de voltar-se contra o exército anglo-aliado, e inicialmente teve êxito nesse movimento.

## Os contendentes
No início da batalha, o Marechal Ney, com a ala esquerda do exército do norte, encarava a uma força de cerca de 8 000 infantes holandeses com 16 canhões às ordens do Príncipe de Orange, dispostas ao sul do cruzamento de Quatre Bras. Ao longo do dia continuou aumentando o número das tropas anglo-aliadas que convergiam sobre Quatre Bras. Também às 15h00 o Duque de Wellington apareceu no terreno. As forças francesas eram de 18 000 homens, incluindo 2 000 de cavalaria e 32 canhões. Durante o dia, as forças francesas chegaram a alcança 24 000 homens.

## O terreno
A batalha teve lugar nos arredores do cruzamento de Quatre Bras, vizinho ao povo de Baisy-Thy (Genappe), uma pequena aldeia com algumas casas. Este cruzamento assinalava a união entre a estrada Charleroi-Bruxelas (N5) e a estrada Nivelles-Namur (N93).
Ao sudoeste desse cruzamento se encontrava o bosque de Bossu. Ao sul desse bosque se encontravam as granjas «Petit» e «Grand-Pierrepoint». Ao sul do cruzamento o terreno descia até a granja de «Gemioncourt», que se encontrava perto a um pequeno arroio no vale. O terreno subia de novo até o sul. Ao norte de Quatre Bras o terreno caía costa abaixo.

## A batalha

### O início do combate
Os franceses iniciaram o ataque ao meio-dia. Ney formou uma bateria massiva de 22 canhões e começou a bombardear as posições aliadas. Dezenas de escaramuças precederam às colunas francesas enquanto atacavam. As linhas holandesas saudaram com disparos de mosquetes, mas foram forçadas a retirar-se devido ao número de inimigos. As tropas de Nassau de Bernardo de Saxe-Weimar-Eisenach se retiraram à granja de «Grand-Pierrepoint» e as tropas belgo-neerlandesas de Van Bijlandt a «Gemoincourt».
Depois de um tempo, as divisões francesas de Jérôme Bonaparte chegaram ao lugar da batalha, sendo enviados contra «Grand-Pierrepoint». Os de Nassau se viram obrigados a abandonar a granja e foram conduzidos até o bosque de Bossu. Lutaram de árvore em árvore para desacelerar o avanço francês. Em «Gemoincourt», as tropas holandesas se converteram em um osso duro para os franceses. Um dos batalhões defensivos, a quinta milícia, perdeu 62 por cento de seu número original aquele dia. Os neerlandeses perderam e retomaram a granja duas vezes, mas finalmente a perderam de forma definitiva.
Quando era 14h00, Ney iniciou seu assalto sobre Quatre Bras. Usando um assalto combinado de infantaria, artilharia e cavalaria, Ney pode empurrar às tropas holandesas em retrocesso até Quatre Bras. A situação se tornou desesperadora. A pressão de três divisões de infantaria e uma brigada de cavalaria era demasiado para a segunda divisão neerlandesa.
Para alvoroço dos aliados, às 15h00 chegaram os reforços: a quinta divisão de infantaria de Picton, formada por tropas inglesas e hanoverianas e a segunda brigada de cavalaria neerlandesa conduzida por Van Merlen. O Duque de Wellington voltou de sua entrevista com Blücher. A brigada de Van Merlen carregou contra a cavalaria francesa, mesmo sendo rechaçados. Mesmo assim, isso lhe deu tempo para a infantaria neerlandesa reagrupar-se. Também a infantaria britânica formou a linha. Todavia, quando a cavalaria neerlandesa se retirou do combate até as linhas aliadas foram atacados pela infantaria escocesa devido a seus uniformes se assemelharem aos uniformes franceses dos cuirassiers a cavalo.
Quando eram 16h00, Ney recebeu a ordem de Napoleão de dar a batalha definitiva. Ney enviou uma ordem a seu segundo corpo para atacar com mais força e a seu primeiro corpo para que se apressassem. Também se viu reforçado pela cavalaria pesada de Kellermann.

### As fases finais da batalha
Para desgraça de Ney, o reforço que pediu ao primeiro corpo nunca chegou. Esse corpo marchava até as posições de Napoleão que agora lutava na batalha de Ligny (mas nem nessa batalha esse corpo participou em combate) e Ney ficou sem a infantaria necessária para romper a linha inimiga. Às 16h15, as forças francesas tinham coberto praticamente todo o caminho até o cruzamento. Os regimentos ingleses 42, 44 e 92 se enfrentaram com a infantaria, sendo esmagados pelos couraceiros de Kellermann. Todavia, esses foram rechaçados pelos mosqueteiros e pela cavalaria aliada. Em outra frente com mais êxito para Ney, Jérôme Bonaparte expulsou os aliados além do bosque de Bossu. Às 18h30, graças aos reforços, Wellington chegou a dispor de 36 mil homens. Só então, três brigadas aliadas chegaram, empurrando os franceses de volta para o sul, para suas posições originais. Embora Ney trouxesse os regimentos franceses exaustos, conseguiram deter o avanço britânico novamente. Quando voltou para as posições originais, a batalha não avançou, sendo amarrada.
É destacável a carga dos lanceiros de Piré sobre o primeiro regimento da Guarda Britânica próxima de Pierrepoint, onde esse regimento perdeu 500 homens, retirando-se depois ao bosque.

## Conclusão
A batalha acabou às 21h30 quando já havia anoitecido. O combate custou a Ney 4 000 homens e a Wellington 4 800. Foi um empate técnico porque nenhum dos grupos chegou a controlar definitivamente o cruzamento de Quatre Bras e, portanto, não puderam enviar reforços aos exércitos que lutavam em Ligny. O exército anglo-aliado de Wellington, aprendida a lição da derrota prussiana, foi forçado a retirar-se até o norte, ainda que de forma paralela à retirada prussiana. Napoleão escolheu seguir a Wellington com o grosso de suas forças e dois dias mais tarde teria seu encontro com o destino em Waterloo.